# Ordre du Drapeau national (Corée du Nord)
L'ordre du Drapeau national (en chosŏn'gŭl : 국기훈장 et en hanja : 國旗勳章) est un ordre nord-coréen créé le 12 octobre 1948, six semaines après la fondation de la Corée du Nord. Il est l'ordre le plus ancien du pays.
La décoration est attribuée à la fois à des particuliers et à des organisations, notamment pour leurs travaux politiques, culturels ou économiques. L'ordre, divisé en trois classes, est automatiquement attribué aux héros de la République ou aux héros du travail. L'ordre du drapeau national est également décerné aux récipiendaires de l'ordre de la liberté, dans la classe appropriée. Les bénéficiaires de la décoration ont droit à plusieurs avantages, comme un salaire ou un accès gratuit aux transports publics.

## Conditions d'éligibilité
L'ordre peut être attribué à des particuliers, des organisations ou même des lieux de travail, pour des réalisations accomplies dans les domaines militaire, politique, culturel ou économique. Il peut également être attribué aux officiers du Parti du travail de Corée pour des services de longue date (15 ans pour la troisième classe, 20 ans pour la seconde classe et 25 ans pour la première classe).
L'ordre est également attribué aux héros de la République et au héros du travail.

## Insignes et barrettes
La première classe est recouverte d'une couleur d'or.
Le centre représente le drapeau de la Corée du Nord.
| Première classe | Seconde classe | Troisième classe |
| --------------- | -------------- | ---------------- |
|                 |                |                  |
|                 |                |                  |

## Récipiendaires
Cette section présente une liste non exhaustive de récipiendaires.

### Récipiendaires nord-coréens
- Kim Il-sung[7]
- Han Sŏrya[8]
- Cho Ki-chon[8]
- Ri Ki-yong[8]
- Pak Chong-ae[9]
- Kim Jong-il[10]
- Ryu Mi-yong[11]
- Han Deok Su[12]
- Hyon Yong-chol
- Jo Myong-rok[13]
- Li Jong-ok
- Kigwancha Sports Club[14]

### Récipiendaires étrangers
- Peng Dehuai[15]
- Noureddine al-Atassi[16]
- Mohamed Siad Barre
- Samora Machel[17]
- Léonid Brejnev[18]
- Juvénal Habyarimana[19]
- Choi Eun-hee[20]
- Hosni Moubarak[21]
- Sam Nujoma[22]
- Fidel Castro[23]
- Alejandro Cao de Benós de Les y Pérez
- Megawati Sukarnoputri
- Ivan Kojedoub
- Saddam Hussein